# László Rajcsányi
László Rajcsányi (* 16. Februar 1907 in Budapest; † 5. September 1992 ebenda) war ein ungarischer Säbelfechter und dreifacher Olympiasieger.

## Laufbahn
Bei den Olympischen Spielen 1936 in Berlin gewann er mit der ungarischen Mannschaft die Goldmedaille im Säbelfechten. Im Einzelwettkampf verpasste er auf dem vierten Platz knapp eine Medaille. Bei den Spielen 1948 in London und 1952 in Helsinki konnte er den Erfolg mit der Mannschaft zweimal wiederholen. 
1937 konnte er außerdem bei der Fechtweltmeisterschaft in Paris eine Bronzemedaille im Säbelwettkampf erringen.